# Odorrana
Odorrana là một chi động vật lưỡng cư trong họ Ranidae, thuộc bộ Anura. Theo Sách đỏ IUCN thì chi này có 44 loài và 27% bị đe dọa hoặc tuyệt chủng.

## Hệ thống học và phân loại học
Odorrana có lịch sử phân loại học và hệ thống học lộn xộn. Phần lớn các loài đặt trong chi này ban đầu đã từng được đặt trong chi Rana. Một số loài từng được coi là thuộc chi Amolopshay Huia hay tách ra thành chi Eburana. Các đề xuất cực đoan nhất là gộp Odorrana vào chi Huia.
Đầu thế kỷ 21, các nghiên cứu phát sinh chủng loài phân tử đã thiết lập được rằng sự lộn xộn hệ thống học là do tiến hóa hội tụ phổ biến giữa Amolops, Huia và Odorrana, mà trên thực tế đại diện cho các dòng dõi hoàn toàn khác biệt trong Raninae. Điều này dẫn tới sự cần thiết phải có sự thay đổi trong phân loại học, cụ thể là ảnh hưởng tới Huia. Người ta cũng phát hiện ra rằng Odorrana là họ hàng khá gần của Rana (bao gồm cả chi Lithobates ngày nay) – có lẽ là dòng dõi còn sinh tồn có quan hệ họ hàng gần nhất. Và trong khi không hoàn toàn chắc chắn rằng Odorrana trên thực tế có là một chi riêng biệt hay không thì các chứng cứ sẵn có lại chỉ ra rằng điều này có lẽ là đúng như vậy.
Các nghiên cứu cũng chỉ ra rằng dường như tồn tại một vài nhánh trong phạm vi Odorrana, mà đôi khi được coi như là các phân chi. Nhưng chỉ ít loài được lấy mẫu xác định trình tự DNA, và tiến hóa hội tụ là nguyên nhân chính chịu trách nhiệm cho các mối quan hệ mờ mịt nếu chỉ đánh giá theo hình thái:
- Một lượng các loài rất cơ sở, bao gồm O. bacboensis, O. chapaensis, [[Odorrana ishikawae|O. ishikawae và có lẽ một số loài khác mà dường như chúng là không gần với bất kỳ nhóm lớn hơn nào hay gần gũi giữa chúng với nhau.
- Một nhánh được hỗ trợ mạnh, chứa loài điển hình O. margaretae cũng như ít nhất là O. andersonii, O. daorum O. grahami và O. hmongorum.
- Một dòng dõi nhỏ nhưng hoàn toàn khác biệt, chứa O. absita, O. khalam và có lẽ một vài loài khác. Cụ thể, O. hejiangensis và O. schmackeri có thể thuộc về đây hoặc đại diện cho một dòng dõi nhỏ và khác biệt khác.
- Một nhóm lớn, có thể coi là một nhánh, chứa O. amamiensis, O. banaorum, O. chloronota, O. hosii, O. livida, O. morafkai, O. megatympanum, O. narina, O. supranarina, O. swinhoana, O. tiannanensis, O. utsunomiyaorum và có lẽ một vài loài khác. Một dòng dõi chuyên biệt hóa, bao gồm O. nasica, O. tormota, O. versabilis và có thể một vài loài khác cũng thuộc về nhóm này.

## Các loài
Theo AMNH thì chi này chứa 58 loài. Chi tiết cụ thể như sau:
- Odorrana absita (Stuart, Chan-ard, 2005)
- Odorrana amamiensis (Matsui, 1994)
- Odorrana andersonii (Boulenger, 1882): Chàng Anderson.
- Odorrana anlungensis (Liu, Hu, 1973)
- Odorrana aureola Stuart, Chuaynkern, Chan-ard, Inger, 2006
- Odorrana bacboensis (Bain, Lathrop, Murphy, Orlov, Ho, 2003): Ếch Bắc Bộ, ếch xanh Bắc Bộ.
- Odorrana banaorum (Bain, Lathrop, Murphy, Orlov, Ho, 2003)
- Odorrana bolavensis (Stuart, Bain, 2005)
- Odorrana cangyuanensis (Yang, 2008)
- Odorrana chapaensis (Bourret, 1937): Ếch bám đá Sa Pa.
- Odorrana chloronota (Günther, 1876): Ếch xanh.
- Odorrana exiliversabilis Li, Ye, Fei, 2001
- Odorrana fengkaiensis Wang, Lau, Yang, Chen, Liu, Pang & Liu, 2015
- Odorrana geminata Bain, Stuart, Nguyen, Che, Rao, 2009: Ếch bám đá hoa.
- Odorrana gigatympana (Orlov, Ananjeva, Ho, 2006)
- Odorrana grahami (Boulenger, 1917): Ếch Graham.
- Odorrana graminea (Boulenger, 1900)
- Odorrana hainanensis Fei, Ye, Li, 2001
- Odorrana hejiangensis (Deng, Yu, 1992)
- Odorrana hosii (Boulenger, 1891)
- Odorrana huanggangensis Chen, Zhou, Zheng, 2010
- Odorrana indeprensa (Bain, Stuart, 2006)
- Odorrana ishikawae (Stejneger, 1901)
- Odorrana jingdongensis Fei, Ye, Li, 2001
- Odorrana junlianensis Huang, Fei, Ye, 2001
- Odorrana khalam (Stuart, Orlov, Chan-ard, 2005)
- Odorrana kuangwuensis (Liu, Hu, 1966)
- Odorrana leporipes (Werner, 1930)
- Odorrana lipuensis Mo, Chen, Wu, Zhang & Zhou, 2015
- Odorrana livida (Blyth, 1856): Ếch núi xanh, ếch xanh.
- Odorrana lungshengensis (Liu, Hu, 1962)
- Odorrana macrotympana (Yang, 2008)
- Odorrana margaretae (Liu, 1950): Ếch Margaret.
- Odorrana mawphlangensis (Pillai, Chanda, 1977)
- Odorrana monjerai (Matsui, Jaafar, 2006)
- Odorrana morafkai (Bain, Lathrop, Murphy, Orlov, Ho, 2003): Ếch xanh morafka.
- Odorrana mutschmanni Pham, Nguyen, Le, Bonkowski & Ziegler, 2016: Ếch đá mutschman.
- Odorrana nanjiangensis Fei, Ye, Xie, Jiang, 2007
- Odorrana narina (Stejneger, 1901)
- Odorrana nasica (Boulenger, 1903): Ếch mõm.
- Odorrana nasuta Li, Ye, Fei, 2001
- Odorrana orba (Stuart, Bain, 2005)
- Odorrana rotodora (Yang, Rao, 2008)
- Odorrana schmackeri (Boettger, 1892)
- Odorrana sinica (Ahl, 1927)
- Odorrana splendida Kuramoto, Satou, Oumi, Kurabayashi, Sumida, 2011
- Odorrana supranarina (Matsui, 1994)
- Odorrana swinhoana (Boulenger, 1903)
- Odorrana tianmuii Chen, Zhou, Zheng, 2010
- Odorrana tiannanensis (Yang, Li, 1980): Ếch tiannan, ếch Điền Nam.
- Odorrana tormota (Wu, 1977)
- Odorrana trankieni (Orlov, Le, Ho, 2003): Ếch Trần Kiên
- Odorrana utsunomiyaorum (Matsui, 1994)
- Odorrana versabilis (Liu, Hu, 1962)
- Odorrana wuchuanensis (Xu, 1983)
- Odorrana yentuensis Tran, Orlov, Nguyen, 2008: Ếch suối Yên Tử, ếch Yên Tử.
- Odorrana yizhangensis Fei, Ye, Jiang, 2007
- Odorrana zhaoi Li, Lu, Rao, 2008